# Iuliu Plăpcianu
Iuliu Ștefan Plăpcianu este un general român, inginer, care a îndeplinit funcția de comandant al Unității Speciale "R" din cadrul Ministerului Afacerilor Interne.

## Biografie
Iuliu Ștefan Plăpcianu a fost încadrat în Departamentul Securității Statului la 1 noiembrie 1951. A fost locțiitor al șefului Serviciului 1 din Direcția a VIII-a Tehnică (august 1953 – ianuarie 1954), locțiitor al șefului Serviciului „T” Tehnică Operativă (ianuarie 1954 – august 1963) și locțiitor al șefului Direcției „T” Tehnică Operativă (august 1963 – iulie 1967), și șef al Serviciului 6 și locțiitor al șefului Direcției de Instalare și Exploatare a T.O. (decembrie 1967 – decembrie 1971). 
A fost numit comandant al Unității Speciale "R" la data de 1 iulie 1969, chiar de la înființarea unității, și a trecut în
rezervă prin Decretul prezidențial nr. 118/20.05.1980, cu gradul de colonel, de pe aceeași poziție de conducere, la data de 1 iunie 1980.
El a fost înaintat la gradul de general de brigadă cu o stea, la data de 31 mai 2000 . La 18 decembrie 2012, cu ocazia marcării a 20 de ani de la înființarea Serviciului de Telecomunicații Speciale, a fost înaintat la gradul de general maior cu două stele, în retragere.
I s-a conferit ordinul "Pentru servicii deosebite admise, în apărarea orânduirii sociale și de stat" clasa a III-a.

## Unitatea Specială "R"
Unitatea Specială "R" a fost o componentă a Comandamentului pentru Tehnică Operativă și Transmisiuni din cadrul Ministerului Afacerilor Interne. Unitatea a fost înființată la data de 1 iulie 1969 și a fost integrată Comandamentului în anul 1973.
Principalele sale atribuții erau în domeniul transmisiunilor radio și telecomunicațiilor guvernamentale: asigurarea legăturilor telefonice, radiotelefonice, telegrafice, radiotelegrafice, pentru aparatul central și teritorial al statului român. 
După 1989, Unitatea a fost trecută în componența Ministerului Apărării și a devenit baza logistică și umană utilizată pentru înființarea Serviciului de Telecomunicații Speciale la 18 decembrie 1992.